# Twarz księżyca (tom 3)
Twarz księżyca – trzeci tom trylogii Teodora Parnickiego Twarz księżyca wydany w 1967 roku.

## O powieści
Pod koniec 1961, po ukończeniu drugiego tomu trylogii, Parnicki podpisał umowę z Pax-em na wydanie trzeciego tomu. Pracował nad nim i nad drugim tomem Nowej baśni w pierwszej połowie 1962. Po powrocie z Polski do Meksyku w lipcu 1966 powrócił do powieści, którą pisał tym razem równolegle z piątym tomem Nowej baśni. Pracę nad pierwszą częścią powieści ukończył 2 listopada, a nad drugą 17 grudnia 1966. Powieść ukazała się staraniem Pax-u w następnym roku w nakładzie 10.000 egzemplarzy.

## Zjazd Mitroanidów
Trzeci tom Twarzy księżyca jest protokołem zjazdu Mitroanidów, odbywającego się, dzięki gościnności kagana Chazarów w górach Kaukazu w ruinach dawnego Mitreum Chozroesa w prawie pięćset lat po śmierci Mitroanii, założycielki rodu. Siedem rozdziałów książki to protokół siedmiu całodniowych posiedzeń. Rozdziały są poprzedzielane przez Intermezza, składające się z zapisów sporządzonych przez bohaterów nocą. W powieści nie występuje narrator, nawet epilog jest listem jednego z bohaterów. Czytelnik wie tylko tyle ile mówią i piszą bohaterowie. Zadanie utrudnia mu dodatkowo fakt, że w dyspucie występują sześćdziesiąt cztery anonimowe osoby, oznaczone tylko numerami.
Swoboda dysputy ograniczona jest sztywnymi regułami. Często wybuchają spory o kwestie proceduralne, dla czytelnika dosyć nużące, choć rozmawiający co chwila zapewniają, że kwestie te mają bardzo istotne znaczenie dla istoty obrad i dla toczącej się walki o rząd dusz. Tożsamość uczestników spotkania jest tajna. Wszyscy noszą maski i jednakowe szaty. Z czasem okazuje się, że są tam obecne osobistości bardzo znaczące, zgromadzone z całego ówczesnego świata od Wysp Brytyjskich po Egipt i od Hiszpanii po Środkową Azję. Są sobie obcy, różnią ich cele polityczne, interesy, kultura, zapatrywania filozoficzne i teologiczne. Dla wielu z nich spotkanie skończy się śmiercią.

## Cel zjazdu
W ostatnim dniu spotkania okazuje się, że celem zjazdu jest powstrzymanie ekspansji arabskiej, która sięgnęła Pirenejów. Potomkowie Mitroanii mają przekonać świat, że można ich powstrzymać. W przewidywanym w niedalekiej przyszłości starciu Franków z Arabami, mają uformować rodowy klin bitewny, który powstrzyma atak Arabów tak długo jak nigdy dotąd, aby natchnąć współczesnych wiarą w możliwość powstrzymania wojsk arabskich. Zadaniem Mitroanidów jest zwycięstwo duchowe, nie polityczne czy militarne. Zjednoczeni kiedyś wiedzą tajemną o Przeciwziemi wpadli w pułapkę jaką zastawił na nich martwy mit rodzinny. Stali się narzędziem obcych sobie sił politycznych. Zadanie walki przeciw Arabom narzucił im kagan chazarski w porozumieniu z cesarzem rzymskim. Jednak to ostatecznie nie politycy decydują o losach Mitroanidów, lecz kupcy. Klęska muzułmanów i ocalenie Europy leżą w interesie wytwórców materiałów piśmienniczych, uzyskiwanych chińskim sposobem ze szmat. Europa pozbawiona papirusu przez podboje arabskie w Afryce, kupi za każdą cenę papier z Marakandy sogdyjskiej, z serca Azji. Jeśli jednak podbiją ją Arabowie nie będą potrzebowali papieru. Dlatego azjatyccy potomkowie Mitroanii sypnęli złotem na organizację zjazdu, który ma przekonać Mitroanidów, że w miejsce zarzuconej tradycji, otrzymali nowe powołanie.

## Przesłanie
Kończący trylogię tom opowiada o końcu procesu tworzenia rodowego mitu. Więź wspólnoty utworzonej przez ten mit skostniała i utraciła swe znaczenie. Jej spoiwo zostało skompromitowane jako pozór osłaniający rzeczywiste motywy ekonomiczne i polityczne podejmowanych działań. Mitroanidzi zostali zmuszeni do przyjęcia cudzych racji i swojej śmierci narzuconej im przez historię. Parnicki jednak nie kończy swej powieści w tak deterministyczny sposób. Tytuł trylogii odwoływał się pierwotnie do dyskusji o wolności i konieczności. Pierwszy tom został opatrzony mottem z Marii Stuart Słowackiego: Dziecko chciałoby z wody dostać twarz księżyca. Tym nierealnym dziecinnym marzeniem jest pragnienie całkowitej wolności do wszystkiego, do czego się tęskni i od wszystkiego, co wydaje się złem. Pod koniec trzeciego tomu ten wątek powraca. Jednemu z Mitroanidów, który najwyżej się wzniesie mocą twórczo rozeznawczą, dana będzie szansa wymknięcia się historycznej konieczności i ocalenia życia z bitwy. Ocaleje ten, który wierzył w możliwość wydostania z wody twarzy księżyca.

## Nawiązania
Mitroanidzi przetrwali, jak informuje Epilog. I choć autor zapewnia, że definitywnie ukończył pracę nad ich dziejami, nie zamykają się one ostatecznie z końcem trzeciego tomu Twarzy księżyca. Potomkowie Mitroanidów pojawią się w powieści Zabij Kleopatrę. Natomiast przepisami porządkowymi, obowiązującymi na zjeździe Mitroanidów, kierować się będą w swych dysputach XVII-wieczni bohaterowie piątego tomu Nowej baśni.